# Theresa Scholze

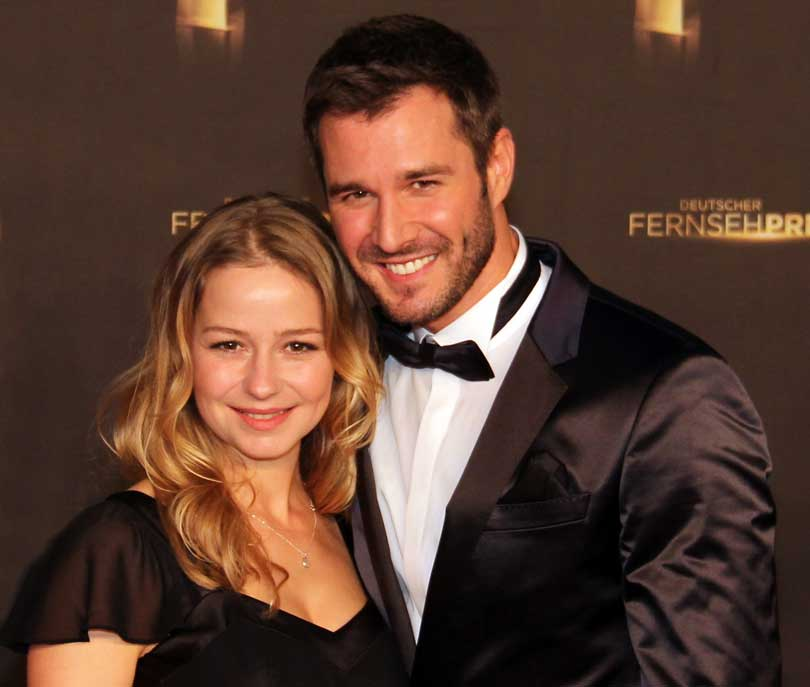
Theresa Scholze mit Jochen Schropp bei der Gala zum Deutschen Fernsehpreis 2012

Theresa Scholze (* 11. Februar 1980 in Schmölln, Bezirk Leipzig) ist eine deutsche Schauspielerin.

## Leben
Theresa Scholze stammt aus einer Künstlerfamilie. Sie ist die Tochter der Schauspieler Sabine Scholze und Jürgen Mai (* 1951) und Enkelin des Schauspiel-Ehepaars Hildegard Schirrmeister und Heinz Scholze. Ihre viereinhalb Jahre ältere Schwester Caroline Scholze (* 1975) ergriff ebenfalls den Schauspielberuf; auch deren Ehemann Paul T. Grasshoff ist als Schauspieler tätig. Sie wuchs mit ihrer Familie in Brandenburg an der Havel auf. Am Bertolt-Brecht-Gymnasium schloss sie als 19-jährige das Abitur mit dem Durchschnitt von 1,6 ab. Nach ihrer Kindheit und Jugend in Brandenburg an der Havel, zog sie zunächst für ihre Ausbildung nach Leipzig, dann nach Potsdam. Nachdem sie zwischenzeitlich mehrere Jahre in Köln lebte, zog sie wieder zurück nach Potsdam. Seit August 2018 ist Scholze verheiratet.

## Karriere

### Anfänge, Ausbildung und Theater
Bereits im Alter von zwei Jahren stand Scholze auf einer Theaterbühne. Als Kind war sie in der Jugendtheatergruppe des Brandenburger Theaters, wo sie u. a. die Julia in William Shakespeares Romeo und Julia spielte. Als Achtjährige stand sie an der Seite ihres Vaters im DDR-Bildungsfernsehen auch erstmals vor der Kamera. Mit 12 Jahren nahm sie Ballettunterricht. Bereits in einigen Theaterinszenierungen sowie einer Vielzahl an Film- und Fernsehproduktionen mitgewirkt, absolvierte Scholze von 2000 bis 2004 ihre Schauspielausbildung an der Hochschule für Musik und Theater „Felix Mendelssohn Bartholdy“ Leipzig. In der Spielzeit 2002/2003 spielte sie am Schauspielhaus Leipzig eine Hauptrolle in Quizoola, 2003 in der Theater-Satire Ein Probeschuss für den Freischütz und von 2003 bis 2004 am Hans-Otto-Theater Potsdam die Cordelia in König Lear von William Shakespeare. 2011 stand sie unter der Regie ihres Vaters, der auch die Hauptrolle spielte, in dem Lustspiel Pension Schöller, einem Stück von Wilhelm Jacoby und Carl Laufs, in der Rolle der Friederike an der Comödie Dresden auf der Bühne.

### Film und Fernsehen
Im gesamtdeutschen Fernsehen spielte Scholze in der im Oktober 1993 erstausgestrahlten Folge Das Wunder der Krimiserie Wolffs Revier die Rolle der Gretchen Simmel. Seitdem wirkt sie kontinuierlich in Film- und Fernsehproduktionen. Karola Hattop besetzte sie 1996 für ihre sechsteilige ZDF-Dramaserie Mensch, Pia! als Katja Behrens, der Mitbewohnerin der von Alexandra Maria Lara dargestellten Protagonistin. Von 1996 bis 1998 spielte sie die Rolle der Miriam in der zwangzigteiligen ZDF-Vorabendserie Die Geliebte. Der Durchbruch gelang ihr in der ZDF-Krimiserie Der letzte Zeuge an der Seite von Ulrich Mühe als dessen Serientochter Anna Kolmaar, die sie von 1998 bis 2006 spielte. Diese Rolle brachte ihr 1998 den Telestar-Förderpreis als „beste Nachwuchsschauspielerin“ ein.
Ihr Debüt auf der Kinoleinwand gab Scholze 2001 in einer Nebenrolle als Jasmin in Christoph Starks Filmdrama Julietta – Es ist nicht wie du denkst, einer modernen Verfilmung von Heinrich von Kleists Novelle Die Marquise von O..... 2005 spielte sie neben Jochen Schropp in der Fernsehkomödie Popp Dich schlank! eine der beiden Hauptrollen. Zusammen mit Schropp und Kai Lentrodt übernahm sie 2006 als Thekerin und Liebesbotin Kim eine der drei Hauptrollen in der 16-teiligen ARD-Vorabendserie Zwei Engel für Amor. Unter Oliver Schmitz war sie 2008 an der Seite von Sebastian Ströbel in dem Fernsehthriller Fleisch, einem Remake des gleichnamigen Filmes von 1979 zu sehen. Von 2009 bis 2010 spielte Scholze die Titelrolle an der Seite von Jan Hartmann in der ZDF-Telenovela Alisa – Folge deinem Herzen. Florian Gärtner besetzte sie 2012 neben Tom Wlaschiha in der Fernsehkomödie Mann kann, Frau erst recht als Journalistin Tine, die sich als Mann auf eine Stelle bewirbt, in einer Travestierolle. In dem von Christian Moris Müller inszenierten Liebesdrama Lichtgestalten spielte sie 2015 an der Seite von Max Riemelt ein Berliner Liebespaar, das versucht, der Vorhersehbarkeit ihres Lebens zu entkommen. Von 2018 bis 2024 war Scholze in der zwölfteiligen ARD-Fernsehreihe Daheim in den Bergen an der Seite von Catherine Bode und Thomas Unger in der Rolle der Hotelpächterin und ehemaligen Anwältin Lisa Huber zu sehen.
Neben festen Serienrollen übernahm Scholze wiederholt Gastauftritte in verschiedenen Fernsehserien- und reihen, u. a. in mehreren Episoden der ARD-Krankenhausserie In aller Freundschaft und in den verschiedenen SOKO-Sendeformaten des ZDF sowie in Einzelfolgen in Formaten wie Für alle Fälle Stefanie, Derrick, Der Alte, Siska, Die Kommissarin, Wilsberg, Der Staatsanwalt und Morden im Norden.

## Filmografie

### Spielfilme
- 1999: Sweet Little Sixteen
- 2000: Jugendsünde
- 2000: Für die Liebe ist es nie zu spät
- 2001: Das Geheimnis – Auf der Spur des Mörders
- 2001: Eine öffentliche Affäre
- 2001: Julietta – Es ist nicht wie du denkst
- 2004: Nachtexpress (Kurzfilm)
- 2005: Popp Dich schlank!
- 2006: Vier Fenster
- 2006: Eine Chance für die Liebe
- 2007: Wiedersehen in Verona
- 2008: Fleisch
- 2008: Escape (Kurzfilm)
- 2012: Mann kann, Frau erst recht
- 2015: Lichtgestalten
- 2015: Kreisliga – Ein Dorf sieht schwarz
- 2015: Marcel über den Dächern
- 2016: Der Traum von Olympia – Die Nazi-Spiele von 1936
- 2017: Zwei Bauern und kein Land
- 2017: Toter Winkel

### Fernsehserien und -reihen
- 1993–2001: Wolffs Revier (verschiedene Rollen, 2 Folgen)
- 1995: Schwarz greift ein (Folge: Durchgebrannt)
- 1996–1998: Die Geliebte (20 Folgen)
- 1996: Mensch, Pia! (7 Folgen)
- 1997: Für alle Fälle Stefanie (Folge: Zwei Mütter, eine Tochter)
- 1997: Sophie – Schlauer als die Polizei (Folge: Blut im Schuh)
- 1998: Derrick (Folge: Die Tochter des Mörders)
- 1998: Salto Kommunale (2 Folgen)
- 1998: Alle meine Töchter (2 Folgen)
- 1998–1999: Am liebsten Marlene (3 Folgen)
- 1998–2019: In aller Freundschaft (verschiedene Rollen, 3 Folgen)
- 1998–2006: Der letzte Zeuge (32 Folgen)
- 2000: Kommissarin Göllner: Kill Me Softly – Frauenmord in Frankfurt
- 2000: Die Cleveren (Folge: Der Lebensretter)
- 2000: Mordkommission  (Folge: Unter Strom)
- 2000: Der Alte (Folge: Der Tod kam wie ein Fluch)
- 2000: Kill Me Softly – Frauenmord in Frankfurt
- 2001: Doppelter Einsatz (Folge: Rache)
- 2001: Alarm für Cobra 11 – Die Autobahnpolizei (Folge: Tina und Aysim)
- 2002–2025: SOKO Leipzig (verschiedene Rollen, 4 Folgen)
- 2002: Siska (Folge: Und dann hilft dir keiner mehr)
- 2002: Dr. Sommerfeld – Neues vom Bülowbogen (Folge: Ein gefährlicher Deal)
- 2002: Im Namen des Gesetzes (Folge: Anschlag bei Nacht)
- 2004: Der Elefant – Mord verjährt nie (Folge: Leiche im Keller)
- 2004: Die Kommissarin (Folge: Der Traum vom Glück)
- 2005–2015: Küstenwache (verschiedene Rollen, 4 Folgen)
- 2005: Unser Charly (Folge: Blinde Liebe)
- 2005: Der Ermittler (Folge: Eiskalter Mord)
- 2005: Die Gerichtsmedizinerin (Folge: Die letzte Reise)
- 2006: Großstadtrevier (Folge: Abgründe)
- 2006: Zwei Engel für Amor (16 Folgen)
- 2007: Wilsberg: Unter Anklage
- 2008: Kreuzfahrt ins Glück – Madeira
- 2008: Polizeiruf 110: Taximord
- 2009–2010: Alisa – Folge deinem Herzen (240 Folgen)
- 2010: Emilie Richards: Denk nur an uns beide
- 2011: Das Traumschiff: Bora Bora
- 2011: Rosamunde Pilcher: Verlobt, verliebt, verwirrt
- 2012: Polizeiruf 110: Bullenklatschen
- 2012: Notruf Hafenkante (Folge: Karambolage, Teil 2)
- 2014: Danni Lowinski (7 Folgen)
- 2014, 2025: Die Chefin (verschiedene Rollen, 2 Folgen)
- 2014: Dr. Klein (Folge: Nach Hause)
- 2015: Kripo Holstein – Mord und Meer (Folge: Die blöde Kuh)
- 2015: Heldt (Folge: Summ mir das Lied vom Tod)
- 2015: Herzensbrecher – Vater von vier Söhnen (Folge: Mit Dank zurück)
- 2015–2020: In aller Freundschaft – Die jungen Ärzte (verschiedene Rollen, 2 Folgen)
- 2016: Wilsberg: Tod im Supermarkt
- 2017: Rentnercops (Folge: Uns trennt das Leben)
- 2017: Der Staatsanwalt (Folge: Tyrannenmord)
- 2017: Der Bergdoktor (Folge: Blut und Wasser)
- 2017: Frau Temme sucht das Glück (2 Folgen)
- 2017: Frühling – Nichts gegen Papa
- 2018–2024: Daheim in den Bergen (12 Folgen → siehe Episodenliste)
- 2018: Der Lehrer (Folge: Okay, jetzt muss er weg!)
- 2018: Bettys Diagnose (Folge: Mut zur Wahrheit)
- 2019: Die Spezialisten – Im Namen der Opfer (Folge: Wut)
- 2019: Der Usedom-Krimi: Mutterliebe
- 2020: SOKO Stuttgart (Folge: Burlesque)
- 2020: Morden im Norden (Folge: Kein Geld der Welt)
- 2021: Die Füchsin: Romeo muss sterben
- 2023: Doktor Ballouz (Folge: Scherbenhaufen)

## Hörspiele
- 2003: Dick Francis – Zügellos. Hörspielbearbeitung nach dem Roman Zügellos: Alexander Schnitzler. Regie: Klaus Zippel, Produktion: MDR und SWR, 2002, Musik: Pierre Oser, 1 CD, Länge: ca. 71 Min. Der Audio Verlag, Berlin 2003, ISBN 3-89813-266-8.

## Auszeichnungen
- 1998: Telestar „Förderpreis als beste Nachwuchsschauspielerin“ für die Rolle der Anna Kolmaar in Der letzte Zeuge